# 마할리아 버크마
마할리아 버크마(Mahalia Burkmar, 1998년 5월 1일 ~ )는 영국의 싱어송라이터, 배우이다. 예명인 마할리아(Mahalia)로 잘 알려져있다.
잉글랜드 레스터셔주 찬우드 시스턴에서 태어났다. 8살이 되던 해에 처음으로 작곡을 하였으며 13살부터는 메이저 레코드 레이블과 계약을 마치며 본격적인 활동에 나섰다. BBC 사운드 오브 2019 명단에 올랐다.

## 음반 목록

### 정규 음반
- Love and Compromise (2019)
- IRL (2023)

## 컴필레이션 음반
- Diary Of Me (2016)

### EP
- Head Space (2012)
- Never Change (2016)